# Stdarg.h
stdarg.h是C語言中C標準函式庫的標頭檔，stdarg是由standard（標準） arguments（參數）簡化而來，主要目的為讓函式能夠接收不定量參數。 C++的cstdarg標頭檔中也提供這樣的機能；雖然與C的標頭檔是相容的，但是也有衝突存在。
不定參數函式（Variadic functions）是stdarg.h內容典型的應用，雖然也可以使用在其他由不定參數函式呼叫的函式（例如，vprintf）。

## 宣告不定參數函式
不定參數函式的參數數量是可變動的，它使用省略號來忽略之後的參數。例如printf函式一般。代表性的宣告為:
```
int
 
check
(
int
 
a
,
 
double
 
b
,
 
...);

```

不定參數函式最少要有一個命名的參數，所以
```
char
 
*
wrong
(...);

```

在C是不被允許的。在C，省略符號之前必須要有逗號；在C++，則沒有這種強制要求。
（雖然在C++中，這樣的宣告是合理的，但是這種寫法，因為沒有已命名的參數，使得va_start沒辦法抓到動態參數的正確起始點。）

## 定義不定參數函式
使用與聲明時相同的語法來定義:
```
long
 
func
(
char
,
 
double
,
 
int
,
 
...);

long
 
func
(
char
 
a
,
 
double
 
b
,
 
int
 
c
,
 
...)

{

    
/* ... */

}

```

在舊形式中可能會出現較省略的函式定義:
```
long
 
func
();

long
 
func
(
a
,
 
b
,
 
c
,
 
...)

    
char
 
a
;

    
double
 
b
;

{

    
/* ... */

}

```

## stdarg.h数据类型
| 名稱    | 描述                               | 相容 |
| ------- | ---------------------------------- | ---- |
| va_list | 用來保存宏va_arg与宏va_end所需信息 | C89  |

## stdarg.h巨集
| 名稱     | 描述                    | 相容 |
| -------- | ----------------------- | ---- |
| va_start | 使va_list指向起始的參數 | C89  |
| va_arg   | 檢索參數                | C89  |
| va_end   | 釋放va_list             | C89  |
| va_copy  | 拷貝va_list的內容       | C99  |

## 存取參數
存取未命名的參數，首先必須在不定參數函式中宣告va_list型態的變數。呼叫va_start並傳入兩個參數：第一個參數為va_list型態的變數，第二個参数為函式的動態參數前面最後一個已命名的參數名稱，接著每一呼叫va_arg就會回傳下一個參數，va_arg的第一個參數為va_list，第二個參數為回傳的型態。最後va_end必須在函式回傳前被va_list呼叫(當作參數)。(沒有要求要讀取完所有參數)
C99提供額外的巨集，va_copy，它能夠複製va_list。而va_copy(va2, va1)意思為拷貝va1到va2。
沒有機制定義該怎麼判別傳遞到函式的參數量或者型態。函式通常需要知道或確定它們變化的方法。共通的慣例包含:
- 使用printf或scanf類的格式化字串來嵌入明確指定的型態。
- 在不定參數最後的標记值(sentinel value)。
- 總數變數來指明不定參數的數量。

## 型別安全性
有些C的实现，提供了对不定参数的扩展，允許編譯器檢查適當的格式化字串及標志(sentinels)的使用。如果沒有這种擴充，編譯器通常無從檢查傳入函式的未命名參數是否為所預期的型態，也不能转换它们为所需要的数据类型。因此，必須小心謹慎以确保正確性，因为不匹配的型態降到导致未定義行為(Undefined behavior)。例如，如果傳递空指针，不能仅仅写入NULL（可能实际定义为0），还要转化为（cast）适当的指针类型。另一个考慮是未命名参数的默认的类型提升。float將會自動的被轉換成double‧同樣的比int(整數)更小容量的參數型態將會被轉換成int或者unsigned int‧函式所接收到的未命名參數必須預期将被型態提升。

## 例子
```
#include
 
<stdio.h>

#include
 
<stdarg.h>

void
 
printargs
(
int
 
arg1
,
 
...)
 
/* 輸出所有int型態的參數，直到-1結束 */

{

  
va_list
 
ap
;

  
int
 
i
;

  
va_start
(
ap
,
 
arg1
);
 

  
for
 
(
i
 
=
 
arg1
;
 
i
 
!=
 
-1
;
 
i
 
=
 
va_arg
(
ap
,
 
int
))

    
printf
(
"%d "
,
 
i
);

  
va_end
(
ap
);

  
putchar
(
'\n'
);

}

int
 
main
(
void
)

{

   
printargs
(
5
,
 
2
,
 
14
,
 
84
,
 
97
,
 
15
,
 
24
,
 
48
,
 
-1
);

   
printargs
(
84
,
 
51
,
 
-1
);

   
printargs
(
-1
);

   
printargs
(
1
,
 
-1
);

   
return
 
0
;

}

```

這個程式產生輸出:
```
5 2 14 84 97 15 24 48
84 51

1

```

## varargs.h
POSIX定義所遺留下的標頭檔varargs.h，它早在C標準化前就已經開始使用了且提供類似stdarg.h的機能。MSDN明确指出这一头文件已经过时，完全被stdarg.h取代。這個標頭檔不屬於ISO C的一部分。檔案定義在单一UNIX规范的第二個版本中，簡單的包含所有C89 stdarg.h的機能，除了:不能使用在標準C較新的形式定義；你可以不給予參數(標準C需要最少一個參數)；與標準C運作的方法不同，其中一個寫成：
```
#include
 
<stdarg.h>

int
 
summate
(
int
 
n
,
 
...)

{

    
va_list
 
ap
;

    
int
 
i
 
=
 
0
;

    
va_start
(
ap
,
 
n
);

    
for
 
(;
 
n
;
 
n
--
)

        
i
 
+=
 
va_arg
(
ap
,
 
int
);

    
va_end
(
ap
);

    
return
 
i
;

}

```

或比較舊式的定義:
```
#include
 
<stdarg.h>

int
 
summate
(
n
,
 
...)

    
int
 
n
;

{

    
/* ... */

}

```

以此呼叫
```
summate
(
0
);

summate
(
1
,
 
2
);

summate
(
4
,
 
9
,
 
2
,
 
3
,
 
2
);

```

使用varargs.h的函式為:
```
#include
 
<varargs.h>

summate
(
n
,
 
va_alist
)

    
va_dcl
 
/* 這裡沒有分號! */

{

    
va_list
 
ap
;

    
int
 
i
 
=
 
0
;

    
va_start
(
ap
);

    
for
 
(;
 
n
;
 
n
--
)

        
i
 
+=
 
va_arg
(
ap
,
 
int
);

    
va_end
(
ap
);

    
return
 
i
;

}

```

以及相同的呼叫方法。
varargs.h因為運作的模式需要舊型態的函式定義。